# .az
.az ist die länderspezifische Top-Level-Domain (ccTLD) Aserbaidschans. Sie wurde am 25. August 1993 eingeführt und wird von der Organisation IntraNS mit Hauptsitz in Baku verwaltet, die dem Ministerium für Kommunikation und Informationstechnologie unterstellt ist.

## Eigenschaften
Domains werden sowohl auf zweiter als auch dritter Ebene angemeldet. Es sind folgende Second-Level-Domains verfügbar:
- .com.az für kommerzielle Unternehmen
- .edu.az für Bildungseinrichtungen
- .gov.az für die aserbaidschanische Regierung
- .info.az für allgemeine Informationen
- .net.az für Internetdienstleister
- .org.az für gemeinnützige Organisationen

Außerdem gab IntraNS im Jahr 2008 bekannt, für diverse Regionen des Landes eigene Adressbereiche einzuführen. Erst seit Februar 2013 betreibt IntraNS ein System, um Anmeldungen von .az-Domains online und vollständig automatisiert durchzuführen.